# Het Boek
Het Boek is een Nederlandstalige hertaling en parafrase van de Bijbel in eenvoudige taal. Het is voor het eerst uitgegeven in 1988. In mei 2008 verscheen een gereviseerde versie van Het Boek.

## De vertaling
Het Boek volgt niet woord voor woord de originele Hebreeuwse en Griekse tekst, in plaats daarvan worden de verhalen verteld met woordspelingen en uitdrukkingen van de 20e eeuw, wat de makers een gedachte-voor-gedachte-weergave of parafrase noemen. Zij maakten voor hun vertaalmethodes voor een deel gebruik van de theorie van taalwetenschappers Eugene Nida en Charles R. Taber, die in hun boek The Theory and Practice of Translation de principes uiteenzetten van een vertaalmethode die zij „dynamisch equivalent” noemden. De vertalers van Het Boek hertaalden en vertaalden niet zomaar elke gedachte op zich zelf, maar zij gingen ook uit van het samenhangend geheel van de Bijbel.

### Het vertaalwerk
Het vertaalwerk zou in vier fasen gereed komen. De eerste fase was het samenstellen van een basistekst door twee taalkundigen en een theoloog. Daarbij werd gebruikgemaakt van de volgende Bijbelvertalingen:
- Statenvertaling
- NBG 1951
- King James Version
- Elberfelder Bibel
- The Layman’s Parallel Bible (de King James version, de Modern Language Bible, The Living Bible en de Revised Standard Version)
- Eight Translation Bible (van het Nieuwe Testament), "de King James Version, Phillips’ Translation in Modern English, Revised Standard Version, The Jerusalem Bible, The Living Bible, The New International Version, Today’s English Version, en The New English Bible."

Tijdens de tweede en de derde fase werd er een theologische beoordeling van de basistekst gedaan en werd de hulp ingeroepen van 762 meelezers van verschillende achtergronden, die de tekst beoordeelden op de leesbaarheid en het vergeleken met andere Bijbelvertalingen. Ten slotte werd tijdens de vierde fase de grondtekst van de Bijbel geraadpleegd en de laatste verbeteringen doorgevoerd.

### Kenmerken van Het Boek
- Leesbaarheid en duidelijkheid staan voorop, het begrijpen wat er staat is het kenmerk.[4]
- Boven elk Bijbelboek staat een inhoudsopgave volgens de traditionele christelijke leer.
- Eerbiedhoofdletters voor verwijzingen naar God de Vader, Jezus Christus en de Heilige Geest.
- Tutoyeren en vousvoyeren: in principe staat er 'u'; 'jij' en 'jullie' bij hechte relaties, vrienden en gezinnen.
- Voetnoten voor verwijzingen en soms de letterlijke tekst.
- De weergave van de Godsnaam is HERE en Here, zoals in de NBG 1951.

## Uitgevers en versies van het boek
Het boek is voor het eerst uitgegeven in 1988 door Living Bibles Holland. Het volgt het principe van de Engelse The Living Bible, waar het boek ook voor een groot deel op gebaseerd is. Het werd op 27 augustus 1988 gepresenteerd in de oude hervormde kerk in Zevenhuizen. Van 1992 tot 1998 werd het boek uitgegeven door de International Bible Society Nederland (IBS). In 1998 heeft de in Bijbeluitgaven gespecialiseerde Jongbloed BV de commerciële rechten van Het Boek gekocht van IBS. IBS-Nederland werd toen Biblica Nederland. In 2013 is Biblica Nederland gestopt. Het eigendomsrecht van Het Boek ligt bij IBS, wat sinds 2009 bekend staat als Biblica.

## De revisie van 2008

### Een nieuwe uitgave
In de loop van jaren, kwamen lezers met suggesties om de tekst te verbeteren, zodat het meer aansluit bij de taal van de  21e eeuw. In enkele gevallen bleek de vertaling van de Engelse The Living Bible naar het Nederlands beter te kunnen. Soms waren er ook nieuwe inzichten in het oorspronkelijke Hebreeuws of Grieks. De behoefte groeide om de tekst van Het Boek kritisch door te nemen. Door bijbelvertaler dr. Lieuwe van Kampen zijn de suggesties en opmerkingen systematisch doorgewerkt. Dat heeft geleid tot een nieuwe tekst.
Bij alle wijzigingen die in Het Boek zijn gemaakt wordt uitgegaan van de grondtekst. Soms is daarbij beeldspraak weggelaten om de tekst leesbaarder te maken of de beeldspraak hersteld waar dat kon. Bij de herziening is ook gelet op een betere samenhang, omdat lezers soms last hadden van onduidelijkheid. Daarom was het gebruik van de Nederlandse taal verbeterd.

### Naamgeving Bijbelboeken in de revisie
Bij de naamgeving van de Bijbelboeken is aangesloten bij een meer moderne taalgebruik. Zo wordt Richteren in de herziene versie Rechters genoemd, omdat richter een oud woord voor rechter is.

### Spelling in de revisie
Met enkele uitzonderingen waar de Spellinggids (het Witte Boekje) volgt, wordt In het algemeen de spelling gebruikt volgens de Woordenlijst Nederlandse taal, (bijv. ‘tweederde' i.p.v. ‘twee derde').
De spelling van namen volgt wat algemeen gebruikelijk is, maar in sommige gevallen sluit het aan bij wat in gewoon Nederlands gebruikelijk is.

### Kritiek
De oorspronkelijke vertaling van Het Boek heeft als kritiek gekregen dat het te ver van de Hebreeuwse en Griekse grondtekst afstaat. Het is meer een parafrase dan een vertaling. Ook woorden uit de grondtekst werden niet altijd op dezelfde wijze vertaald. Op die manier zou Het Boek niet waarheidsgetrouw weergeven wat er werkelijk staat. Naar aanleiding van deze kritiek is een paralleluitgave met de Statenvertaling verschenen, de zogenaamde Parallelbijbel. De Statenvertaling is wel een woord-voor-woordvertaling.